# Santas Martas
Santas Martas település Spanyolországban, León tartományban. Lakosainak száma 752 fő (2024).

## Földrajza
Santas Martas Mansilla de las Mulas, Valdepolo, El Burgo Ranero, Villamoratiel de las Matas, Santa Cristina de Valmadrigal, Matadeón de los Oteros, Gusendos de los Oteros, Corbillos de los Oteros és Villanueva de las Manzanas községekkel határos.

## Népesség
A település lakosságának változását az alábbi diagram mutatja:
| Lakosok száma | 985  | 952  | 929  | 896  | 857  | 834  | 768  | 743  | 753  | 752  |
|               | 2001 | 2004 | 2007 | 2009 | 2012 | 2014 | 2017 | 2019 | 2022 | 2024 |